# Napier Hill
Napier Hill (maori de Nouvelle-Zélande : Mataruahou) est une falaise de calcaire et une banlieue, qui s’élève au-dessus des districts de basses terres de la cité de Napier dans l’Île du Nord de la Nouvelle-Zélande

## Caractéristiques
L’extrémité nord-est, Bluff Hill, avait une falaise raide dominant le port de Napier (en).
Elle est caractérisée par la présence de la école secondaire de fille de Nappier (en), l’ancienne prison historique de Napier (en) et une promenade spectaculaire.
L'extrémité ouest, nommée: Hospital Hill, fut le site de l’ancien hôpital de Napier, dont les services furent transférés en 1999 vers le hôpital de Hawke’ s Bay (en) situé dans la cité de Hastings.
Le bâtiment fut démolis fut en 2015 après des années d’abandon et les terrains ont été récemment achetés (décembre 2020) par le conseil de la cité de Napier (en) pour être développés pour l’usage public comme un nouveau réservoir pour remplacer l’actuel, qui fournissait de l’eau de source et étant situé au niveau de Enfield Road.

## Histoire
La colonisation européenne sur la colline a commencé dès 1855.
La plupart des maisons situées sur la colline furent construites dans les années 1920.
Avant le séisme de 1931 de Hawke's Bay les collines étaient entourées d’eau, avec juste deux simples passages allant vers le nord et vers le sud et qui étaient connus sous le nom de Scinde Island.
Le tremblement de terre a entraîné un rehaussement du secteur de Napier et la mer a reflué à partir de la zone située autour de l’île et des passages pré-existants.
« Scinde Island » avait été dénommé ainsi d’après la province de Sindh, alors située en Inde et maintenant au Pakistan,.
Le « Napier soccer club Scindians » dérive son nom de « Scinde Island ».

## Démographie
Napier Hill, comprenant les zones statistiques de Bluff Hill et Hospital Hill, avait une population de 5 502 habitants lors du recensement de 2018 en Nouvelle-Zélande, en augmentation de 249 personnes (soit 4,7 %) depuis le  recensement de 2013 en Nouvelle-Zélande et une augmentation de 102 personnes(soit 1,9 %) depuis le recensement 2006 en Nouvelle-Zélande.
Il y avait 2 271 logements.
On notait la présence de 2 679 hommes et 2 820 femmes, donnant un sexe-ratio de 0,95 homme pour une femme, avec 885 personnes (soit 16,1 %) âgées de moins de 15 ans, 828 personnes (soit 15,0 %) âgées de 15 à 29 ans, 2 763 personnes (soit 50,2 %) âgées de 30 à 64 ansavec 1 026 personnes (soit 18,6 %) âgées de 65 ans et plus.
L’ethnicité était pour 89,8 %: européens/Pākehās, 11,8 % māoris, 1,4 % personnes du Pacifique, 5,0 % d’origine asiatique et 2,0 % d’une autres ethnies (le total fait plus de 100% dans les personnes peuvent s’identifier avec de multiples ethnies en fonction de l’origine de ses parents).
La proportion de personnes nées outre-mer était de 23,0 %, comparée avec les 27,1 % au niveau national.
Bien que certaines personnes objectent à donner leur religion, 54,7 % n’ont aucune religion, 33,0 % étaient chrétiens, 0,9 % étaient hindouistes, 0,1 % étaient musulmans, 0,7 % étaient bouddhistes et 3,7 % avaient une autre religion.
Parmi ceux d’au moins 15 ans, 1 482 personnes (soit 32,1 %) avaient une licence ou un degré universitaire plus élevé et 480 personnes (soit 10,4 %) n’avaient aucune qualification formelle.
Le statut de l’emploi de ceux de plus de 15 ans d’âge, était pour 2 370 personnes (soit 51,3 %): employées à plein temps, pour 765 personnes (soit 16,6 %) employées à temps partiel et 162 personnes (soit 3,5 %) étaient sans emploi.
| Nom du lieu      | Population      | logements       | âge médian | revenus médians |
| ---------------- | --------------- | --------------- | ---------- | --------------- |
| Bluff Hill       | 2 610 personnes | 1 092 logements | 46,7 ans   | 37 700 $.       |
| Hospital Hill    | 2 892 personnes | 1 179 logements | 45,8 ans   | 38 400 $.       |
| Nouvelle-Zélande |                 |                 | 37,4 ans   | 31 800 $        |

## Éducation
Bluff Hill et Hospital Hill ont ensemble trois 3 écoles :
- L’ école de Napier Central est une école primaire, publique, mixte, allant des années 1 à 6[11],[12] avec un effectif de 265 élèves en mars 2021[13].
- école supérieure de filles de Napier (en) est une école publique, uni-sexe[14],[15]  avec un effectif de 1 002 élèves en mars 2021[16].
- Le collège du Sacré Coeur de Napier (en) est une école secondaire, privée, uni-sexe pour fille[17],[18] avec un effectif de  298 élèves en mars 2021[19].

Les résidents utilisent aussi les deux écoles situées à proximité :
- L’école Intermédiaire de Napier : une école intermédiaire, public, mixte[20]  avec un effectif de 369 élèves, fournit l’éducation intermédiaire[21].
- école supérieure de garçon de Napier (en), une école publique uni-sexe[22],[23] avec un effectif de  1 144 élèves[24].